# Narodna banka Gruzije
Narodna banka Gruzije (gruz. საქართველოს ეროვნული ბანკი, sakartvelos erovnuli bank’i) je središnja banka Gruzije. Njen status je definiran Ustavom Gruzije.
Narodna banka prvi je put osnovana 1919. godine, kao središnja banka prve kratkotrajne gruzijske republike. Raspuštena je 25. veljače 1921. godine nakon dolaska komunista na vlast. Nakon stjecanja neovisnosti 1991. godine, banka je ponovno osnovana i dobila je prvog guvernera u listopadu iste godine.
Osnivanje Narodne banke, imalo je nekoliko slabosti, jer neovisnost Narodne banke nije bila izrijekom spomenuta u zakonu, pa su predsjednik i Parlament snažno utjecali na poslovanje Narodne banke. Uz to, aktivnosti Narodne banke nisu izričito navedene. S jedne strane, Narodna banka je imala zadatak stabilizirati razinu cijena, a s druge strane stimulirati domaće gospodarstvo. Prema Narodnoj banci, ovo proturječje onemogućilo je provođenje učinkovite novčane strategije.
Gruzija je tek u travnju 1993. prešla s rublje na vlastitu valutu, lari, kada je Rusija prestala opskrbljivati Gruziju rubljama. Od 25. svibnja 1994. godine, banke u Gruziji primile su nove zahtjeve za statutarni kapital, što je dovelo do postupno rastuće kapitalizacije gruzijskog bankarskog sektora.
Prema ustavu Gruzije, neovisna je od državnog nadzora i ima zadataću osigurati stabilnost cijena.

## Vijeće
Vrhovno tijelo Narodne banke je njezino Vijeće sastavljeno od sedam članova. Predsjednik Vijeća je predsjednik Narodne banke. Vijeće se, uz predsjednika, sastoji od dva potpredsjednika i ostalih članova. Članove Vijeća NBG-a bira Parlament Gruzije na sedmogodišnji mandat, većinom od ukupnog broja svojih članova, na prijedlog predsjednika Gruzije.

## Dosadašnji predsjednici NBG-a
- Džason Lordkipanidze – Guverner državne banke Gruzije, srpanj 1920. – veljača 1921.[3]
- Gia Topuria, listopad 1991. – siječanj 1992.[3]
- Važa Džindžihadze, siječanj 1992. – ožujak 1992.[3]
- Nodar Kakulia, travanj 1992. – studeni 1992.[3]
- Demur Dvališvili, studeni 199.2 – listopad 1993.[3]
- Nodar Džavahišvili, listopad 1993. – ožujak 1998.[3]
- Irakli Managadze, ožujak 1998. – ožujak 2005.[3]
- Roman Gotsiridze, ožujak 2005 – listopad 2007.[3]
- Davit Amaghlobeli, listopad 2007. – veljača 2009.[3]
- Giorgi Kadagidze, veljača 2009. – veljača 2016.[3]
- Koba Gvenetadze, ožujak 2016. – danas